# Opera de Stat din Viena

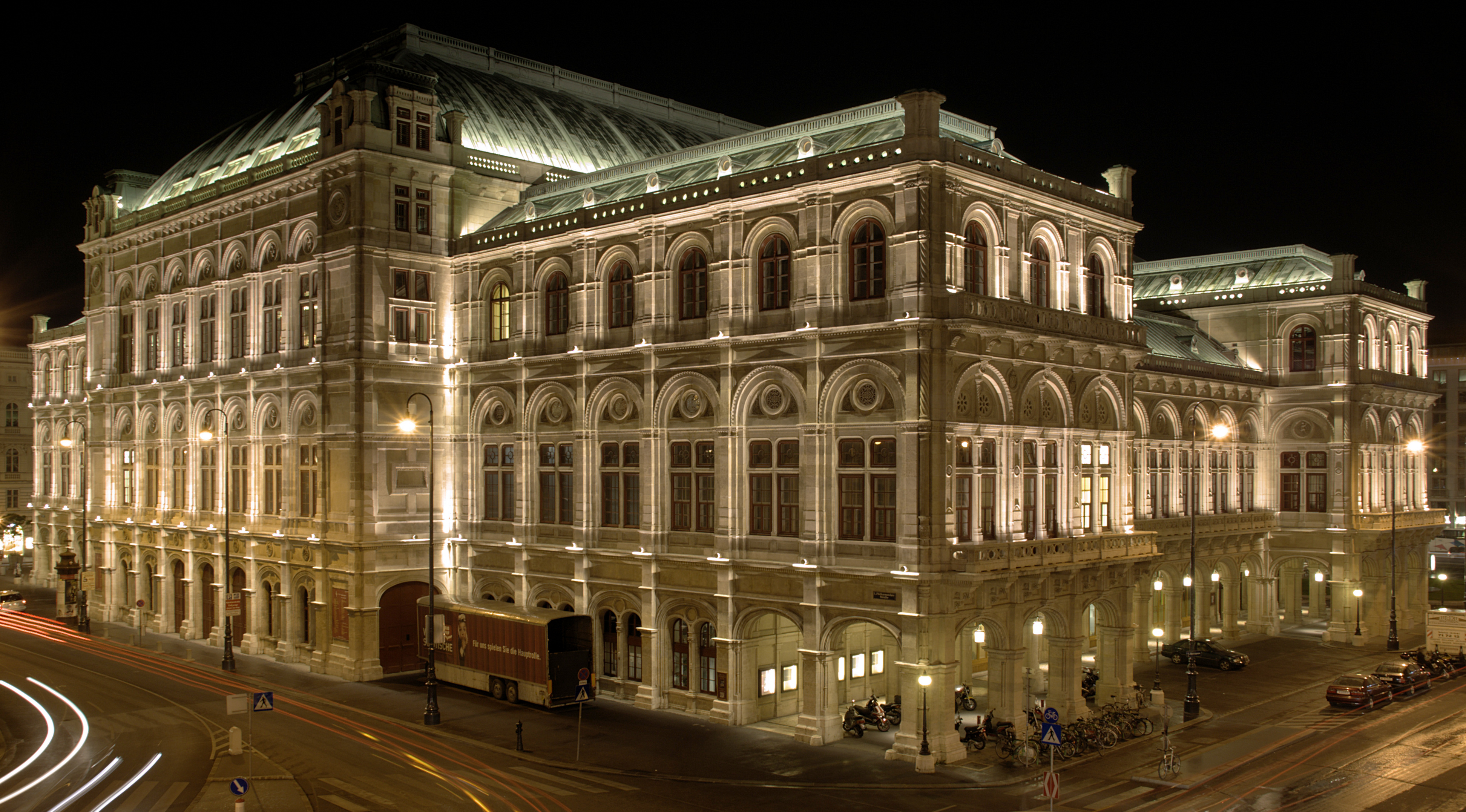
Wiener Staatsoper noaptea

Opera de Stat din Viena (în germană Wiener Staatsoper), localizată în Viena, Austria, este una din cele mai importante case de operă și companii de operă din lume. Înființată la mijlocul secolului  al XIX-lea sub numele de Wiener Hofoper, a fost redenumită în 1920 Wiener Staatsoper, numele care i-a adus consacrarea internațională și pe care l-a păstrat până astăzi.
Membrii Filarmonicii din Viena (în original, Wiener Philharmoniker), una dintre cele mai prestigioase orchestre simfonice din lume, sunt recrutați dintre membrii orchestrei de la Wiener Staatsoper.

## Directori generali / Manageri (generali)
În ordine cronologică, directorii generali (sau manageri generali) ai operei au fost
| - Franz von Dingelstedt (1867 – 1870) - Johann von Herbeck (1870 – 1875) - Franz von Jauner (1875 – 1880) - Wilhelm Jahn (1881 – 1897) - Gustav Mahler (1897 – 1907) - Felix Weingartner, Edler von Münzberg (primul termen, 1908 – 1911) - Hans Gregor (1911 – 1918) - Richard Strauss / Franz Schalk (1919 – 1924) - Franz Schalk (1924 – 1929) - Clemens Krauss (1929 – 1934) - Felix von Weingartner (al doilea termen, 1935 – 1936) - Erwin Kerber (1936 – 1940) - Heinrich Karl Strohm (1940 – 1941) - Lothar Müthel (1941 – 1942) - Karl Böhm (primul termen, 1943 – 1945) | - Franz Salmhofer (1945 – 1954) - Karl Böhm (al doilea termen, 1954 – 1956) - Herbert von Karajan (1956 – 1964) (plus director artistic) - Egon Hilbert (1964 – 1968) - Heinrich Reif-Gintl (1968 – 1972) - Rudolf Gamsjäger (1972 – 1976) - Egon Seefehlner (primul termen, 1976 – 1982) - Lorin Maazel (1982 – 1984) - Egon Seefehlner (al doilea termen, 1984 – 1986) - Claus Helmut Drese (1986 – 1991); director muzical, Claudio Abbado - Eberhard Wächter (1991 – 1992) - Ioan Holender (1992 – 2010); director muzical, Seiji Ozawa (2002 – 2010) - Dominique Meyer (2010 - prezent), director muzical, Franz Welser-Möst (2010 - prezent) |